# La Fare-les-Oliviers
La Fare-les-Oliviers – miejscowość i gmina we Francji, w regionie Prowansja-Alpy-Lazurowe Wybrzeże, w departamencie Delta Rodanu.
Według danych na rok 1990 gminę zamieszkiwało 6095 osób, a gęstość zaludnienia wynosiła 436 osób/km² (wśród 963 gmin regionu Prowansja-Alpy-W. Lazurowe La Fare-les-Oliviers plasuje się na 111. miejscu pod względem liczby ludności, natomiast pod względem powierzchni na miejscu 617.).